# Lezama (Jugendakademie)
Das Lezama ist die Jugendakademie des spanischen Fußballvereins Athletic Bilbao. Der Name leitet sich davon ab, dass sie sich in der Gemeinde Lezama in der baskischen Provinz Bizkaia befindet. Da der Athletic Club nur auf selbst oder bei anderen Vereinen innerhalb des Baskenlandes ausgebildete Spieler setzt, nimmt die Jugendarbeit für den Verein folglich einen sehr hohen Stellenwert ein.

## Geschichte
Die Trainingsakademie Lezama wurde 1971 in der Gemeinde Lezama circa 15 Kilometer östlich von Bilbao eröffnet. Hier trainieren nebst allen Jugendmannschaften von Athletic Bilbao bis hinunter zur U11 auch die erste, zweite sowie dritte Mannschaft Herrenmannschaft, sowie die erste und zweite Damenmannschaft des Vereins. Trotz dessen, dass in Lezama auch die Seniorenmannschaften trainieren, ist, wenn von Lezama die Rede ist, immer die Jugendakademie des Athletic Clubs gemeint. Seit 2021 existiert ein Wohnungskomplex für die  Jugendspieler des Vereins direkt in Lezama, vorher waren die Jugendspieler in Derio, etwa zehn Kilometer nordwestlich von Lezama gelegen, untergebracht.

## Philosophie
Die Idee von Lezama ist es, die jungen Erwachsenen nicht nur sportlich, sondern ganzheitlich zu fördern. Es wird viel Wert auf eine sportliche, sowie bildungstechnisch hochwertige Entwicklung gelegt, weshalb man den Jugendlichen und Kindern Fußballtrainer, Fitnesstrainer, Mediziner und Lehrer zur Seite stellt. Ebenfalls legt man einen großen Schwerpunkt auf die Philosophie und Werte des Vereins, immer einen Schritt nach dem anderen zu gehen und sich mit dem Verein zu identifizieren. Die lange Vereinszugehörigkeit vieler Spieler, wie aktuell Iker Muniain oder Iñaki Williams, die den Sprung von Lezama in die erste Mannschaft geschafft haben, dienen hier als positive Beispiele.
Das Konzept Lezama geht über die eigentliche Anlage hinaus, denn der Verein unterhält im gesamten Baskenland verschiedene Kooperationen mit anderen Vereinen, die auf gegenseitiger Wertschätzung und Unterstützung beruhen. Man möchte dadurch zum einen sicherstellen, dass einem, auch aufgrund der geringen Auswahlmöglichkeit an Spielern, die mit der selbstauferlegten Philosophie einhergeht, möglichst wenige Talente entgehen, zum anderen aber auch allen jungen, fußballbegeisterten Kindern des Baskenlandes eine möglichst gute Ausbildung ermöglichen. Aktuell hat man daher mit 167 Vereinen im spanischen und französischen Teil des Baskenlandes aktive Partnerschaften, die auf dem Austausch von Wissen bezüglich Trainingsmethoden, Freundschaftsspielen und einem priorisierten Zugriff Athletics auf die talentiertesten Jugendspieler der Partnervereine beruhen.
Der Idealfall aus Sicht Athletics ist es, dass die Spieler möglichst frühzeitig nach Lezama kommen, dort ihre Jahre im Jugendfußball verbringen, dann für ein oder zwei Jahre bei Baskonia und anschließend für ein bis zwei Jahre bei Bilbao Athletic spielen, um dann den letzten Schritt in die erste Mannschaft zu gehen. Man gibt den Jugendspielern also mehr Zeit, ihr Potential auszuschöpfen, als viele andere Vereine, da man nur vereinzelt hochveranlagte Spieler frühzeitig im Alter von 16 bis 20 in die erste Mannschaft hochzieht, wie es mittlerweile bei den meisten Teams üblich ist. Man gibt den eigenen Jugendspielern stattdessen die Zeit, sich Schritt für Schritt bei Baskonia, Bilbao Athletic und gegebenenfalls einer Leihstation zu entwickeln.

## Sportliche Ausbildung
Hauptverantwortlich für die sportlichen Geschicke der Jugendabteilung Athletics sind seit 2022 Sergio Navarro als Koordinator Lezamas und Mikel González, der für die sportliche Entwicklung und Jugendtransfers zuständig ist. der neue Präsident Jon Uriarte hat die beiden auf ihre jeweiligen Posten berufen, um Lezama zu modernisieren und die Jugendakademie weiter voranzubringen.

## Anlage
Lezama umfasst auf einer Fläche von 13 Hektar eine Sportanlage bestehend aus vier vollwertigen Rasenplätzen, darunter ein Stadion, das bis zu 3250 Zuschauer umfasst und das Heimstadion von Bilbao Athletic ist, vier Kunstrasenplätzen, einem Indoor-Kunstrasenplatz, verschiedene Fitnessstudios, einem Torhüterkäfig und einem weiteren Fußballplatz, der extra dafür ausgerichtet ist, Torhüter zu trainieren. Zusätzlich zu der Sportanlage gibt es außerdem ein medizinisches Zentrum, Lägerräume und Wohnräume für die Jugendspieler; hier können in 30 Doppelzimmern bis zu 60 Jugendliche untergebracht werden.
Da das Campo de Fútbol Municipal Nuevo Urritxe der SD Amorebieta nicht die Anforderungen der Segunda División entspricht, nutzt der Verein die Akademie in der zweiten spanischen Liga als Spielstätte.

## Personal und Teams
Die U19 des Vereins spielt in der höchstmöglichen Liga Spaniens für A-Jugenden: In der siebengleisigen Juvenil División de Honor ist man in Gruppe 2 eingeteilt. In der Saison 2022/23 konnte man den ersten Platz vor der U19 Real Sociedads erringen. Die U18 spielt in der zweitklassigen Juvenil Liga Nacional für A-Jugenden und wurde in der abgelaufenen Saison in der Gruppe 4 zweiter hinter der U19 SD Leioas.
Im Bereich der B-Jugend stellt Athletic ebenfalls zwei Mannschaften. Die U17 gewann in der Saison die erstklassige Cadete Liga Vasca vor der U17 von Real Sociedad, während die U16 die zweitklassige Cadete División de Honor vor der U17 Club Portugaletes für sich entscheiden konnte.
Mit der Übernahme des Präsidentenamtes des Vereins hat Jon Uriarte in Lezama alle führenden Personen ausgetauscht und mit Sergio Navarro und Mikel González eine Doppelspitze eingesetzt, die die Nachwuchsarbeit national wieder führend machen sollen. Außerdem setzte er Ander Vidal ein, um über die Finanzen der Jugendakademie zu wachen, womit er einem seiner Wahlversprechen nachkommen wollte, nämlich dass der Verein wirtschaftlich vorankommen und optimiert werden soll. Nach der Beförderung Sergio Navarros zum Sportdirektor der ersten Mannschaft übernahm im Juli 2023 Víctor Moreno den Posten des Leiters der Jugendentwicklung und Leihspieler. Darüber hinaus stellte Navarro mit Jon Larruskain eine weitere Führungspersönlichkeit ein, die die Sportwissenschaften überwachen soll.

### Hauptverantwortliche
| Name             | Funktion                                   |
| ---------------- | ------------------------------------------ |
| Eneko Bóveda     | Jugenddirektor                             |
| Víctor Moreno    | Leiter Jugendentwicklung und Leihgeschäfte |
| Jon Solaun       | Assistent Jugendentwicklung                |
| Alexandre Pollet | Leiter Jugendscouting                      |
| Ander Vidal      | Leiter Finanzen                            |
| Jon Larruskain   | Leiter Sportwissenschaft                   |

Im Folgenden aufgeführt sind die Jugendmannschaften der Herren des Vereins bis hinunter zur B-Jugend.

### A-Jugend

#### U19
(Stand: 1. Mai 2025)
| Nr. | Nat.    | Spieler               | Geburtstag |
| 01  | Spanien | Iker Pagazartundua    | 13.03.2007 |
| 13  | Spanien | Simón García III      | 19.04.2007 |
| 30  | Spanien | Zugatz Gallastegi U18 | 07.04.2007 |

| Nr. | Nat.              | Spieler         | Geburtstag |
| 02  | Spanien           | Telmo Zarandona | 31.08.2007 |
| 03  | Marokko Spanien   | Ilyas El Youbi  | 04.03.2008 |
| 04  | Spanien           | Álex Carril     | 11.08.2007 |
| 05  | Spanien           | Diego Tejeda    | 27.03.2006 |
| 14  | Spanien           | Urko Liceaga    | 04.02.2008 |
| 15  | Spanien Kolumbien | Iker Quintero   | 27.01.2008 |
| 16  | Spanien           | Pablo Martínez  | 13.01.2007 |
| 22  | Spanien           | Oier Unamuno    | 29.11.2007 |

| Nr. | Nat.                          | Spieler                     | Geburtstag |
| 06  | Spanien                       | Suhar Berasategi            | 24.07.2007 |
| 08  | Spanien                       | Joan Madariaga              | 25.05.2007 |
| 19  | Spanien                       | Egoitz Hernández U18        | 03.01.2008 |
| 24  | Spanien                       | Iñigo Sainz de Leciñana U18 | 06.05.2008 |
| 25  | Spanien                       | Ander Ezpeleta              | 06.01.2008 |
| 26  | Frankreich Vereinigte Staaten | Xanti Oyharçabal U18        | 15.02.2007 |
|     | Spanien                       | Enzo Recari U18             | 05.02.2008 |

| Nr. | Nat.                                 | Spieler        | Geburtstag |
| 09  | Spanien                              | Manex Lozano   | 23.02.2007 |
| 10  | Spanien                              | Unax Urzaiz    | 05.05.2007 |
| 11  | Spanien Kongo Demokratische Republik | Manasse Kiese  | 27.03.2007 |
| 17  | Spanien                              | Alain Albi     | 16.06.2007 |
| 20  | Spanien                              | Hugo Fernández | 18.12.2006 |
| 21  | Spanien                              | Hur Irizar     | 24.05.2007 |
| 23  | Spanien                              | Alain Cobos    | 18.07.2007 |

| Name                 | Funktion                   |
| -------------------- | -------------------------- |
| Adrián Esteve        | Trainer                    |
| Gorka Azkorra        | Trainer                    |
| Jon Gaizka Alzugaray | Assistenztrainer (Torwart) |
| Ander Pernía         | Assistenztrainer (Analyst) |
| Jokin Gracia         | Athletiktrainer            |
| Agustín Azkuenaga    | Physiotherapeut            |
| Javier Garrido       | Psychologe                 |

#### U18
(Stand: 1. Mai 2025)
| Nr. | Nat.    | Spieler               | Geburtstag |
| 01  | Spanien | Alain Arroita         | 05.06.2007 |
| 13  | Spanien | Xabier Ezkerra        | 22.10.2008 |
| 30  | Spanien | Zugatz Gallastegi U19 | 07.04.2007 |
|     | Spanien | Gaizka Otaegi U17     | 01.02.2009 |

| Nr. | Nat.    | Spieler               | Geburtstag |
| 02  | Spanien | Rubén Esparza         | 05.07.2008 |
| 03  | Spanien | Mikel Urres           | 23.04.2009 |
| 04  | Spanien | Álex Torres           | 03.05.2008 |
| 05  | Spanien | Danel Ochoa de Aspuru | 06.07.2007 |
| 12  | Spanien | Javier Regúlez U17    | 24.07.2009 |
| 14  | Spanien | Ibai Barbe            | 26.01.2008 |
| 15  | Spanien | Aitor León            | 20.06.2008 |
| 20  | Spanien | Raúl Sádaba           | 14.05.2008 |
| 25  | Spanien | Aimar Aspiunza U17    | 11.02.2009 |

| 06 | Spanien                       | Egoitz Hernández U19        | 03.01.2008 |
| 08 | Spanien                       | Iñigo Sainz de Leciñana U19 | 06.05.2008 |
| 10 | Spanien                       | Danel Narbarte              | 18.04.2008 |
| 16 | Spanien                       | Adrián Álvarez              | 10.07.2008 |
| 17 | Spanien                       | Oihan Encinas               | 08.06.2008 |
| 18 | Spanien                       | Enzo Recari U19             | 05.02.2008 |
| 22 | Spanien                       | Javier Zabala U17           | 01.03.2009 |
| 23 | Frankreich Vereinigte Staaten | Xanti Oyharçabal U19        | 15.02.2007 |
|    | Spanien                       | Álex Conde U17              | 12.02.2009 |

| Nr. | Nat.                            | Spieler                | Geburtstag |
| 07  | Spanien                         | Asier Torres           | 10.03.2008 |
| 09  | Dominikanische Republik Spanien | Jhova Urresti          | 14.05.2008 |
| 11  | Dominikanische Republik Spanien | Ismahel Saidani        | 14.02.2008 |
| 19  | Spanien                         | Andrés Camilo          | 20.02.2008 |
| 21  | Spanien                         | Oier Cueva             | 06.02.2007 |
| 24  | Spanien                         | Unax Villa U17         | 02.05.2009 |
| 26  | Spanien                         | Joannes Echeverría U17 | 12.05.2009 |
|     | Spanien                         | Paul Pumarejo U17      | 05.02.2009 |

| Name             | Funktion                   |
| ---------------- | -------------------------- |
| Igor Nuñez       | Trainer                    |
| Iñigo López      | Trainer                    |
| Peio Rivero      | Assistenztrainer (Analyst) |
| Sergio Fernández | Assistenztrainer (Torwart) |
| Álvaro Bujo      | Athletiktrainer            |
| Zoriartze Moral  | Physiotherapeut            |
| Jon Ramos        | Psychologe                 |

### B-Jugend

#### U17
(Stand: 1. Mai 2025)
| Nr. | Nat.    | Spieler           | Geburtstag |
| 01  | Spanien | Gaizka Otaegi U18 | 01.02.2009 |
| 13  | Spanien | Urko Sainz        | 01.03.2009 |

| Nr. | Nat.    | Spieler            | Geburtstag |
| 02  | Spanien | Estanis Mugerza    | 20.01.2009 |
| 03  | Spanien | Marcos Cruz        | 11.08.2009 |
| 04  | Spanien | Telmo Arriaga      | 03.02.2009 |
| 05  | Spanien | Aimar Aspiunza U18 | 11.02.2009 |
| 06  | Spanien | Adrián Villasante  | 05.06.2009 |
| 12  | Spanien | Javier Regúlez U18 | 24.07.2009 |
| 20  | Spanien | Axular Fuentes     | 01.06.2009 |

| Nr. | Nat.    | Spieler           | Geburtstag |
| 08  | Spanien | Urko García       | 23.07.2009 |
| 10  | Spanien | Javier Zabala U18 | 01.03.2009 |
| 16  | Spanien | Eñaut Vicente     | 13.04.2009 |
| 17  | Spanien | Jon Pérez         | 16.05.2009 |
| 18  | Spanien | Álex Conde U18    | 12.02.2009 |
| 21  | Spanien | Enaitz García     | 06.03.2009 |

| Nr. | Nat.    | Spieler                | Geburtstag |
| 07  | Spanien | Unax Villa U18         | 02.05.2009 |
| 09  | Spanien | Paul Pumarejo U18      | 05.02.2009 |
| 11  | Spanien | Gio Aristiqui          | 24.06.2009 |
| 14  | Spanien | Mikel Muñoz            | 17.09.2009 |
| 19  | Spanien | Joannes Echeverría U18 | 12.05.2009 |
| 22  | Spanien | Beñat Uliarte          | 05.01.2009 |
|     | Spanien | Christian Imga         | 17.02.2009 |

#### U16
(Stand: 1. Mai 2025)
| Nr. | Nat.    | Spieler        | Geburtstag |
| 01  | Spanien | Asier Cayón    | 05.01.2010 |
| 13  | Spanien | Gilen Isuskiza | 19.02.2010 |

| Nr. | Nat.    | Spieler         | Geburtstag |
| 02  | Spanien | Oihan Izagirre  | 12.04.2010 |
| 03  | Spanien | Gorka Isuskiza  | 25.02.2010 |
| 04  | Spanien | Unai Etxeberria | 03.02.2011 |
| 06  | Spanien | Jon Santacoloma | 21.03.2010 |
| 15  | Spanien | Ander Aquino    | 03.02.2010 |
| 17  | Spanien | Haitz Martín    | 10.06.2011 |
| 18  | Spanien | Oier García     | 16.05.2010 |

| Nr. | Nat.              | Spieler             | Geburtstag |
| 10  | Spanien Senegal   | Cheikh Oumar        | 13.05.2010 |
| 16  | Spanien Brasilien | Alejandro Jurewiski | 01.06.2010 |
| 20  | Spanien           | Adrián Sieiro       | 01.03.2010 |
| 21  | Spanien           | Gorka Abascal       | 01.10.2010 |
| 22  | Spanien           | Lander Funes        | 19.10.2009 |

| Nr. | Nat.    | Spieler         | Geburtstag |
| 07  | Spanien | Iker Elizondo   | 27.01.2011 |
| 09  | Spanien | Esein Valverde  | 28.08.2010 |
| 11  | Spanien | Telmo Beristain | 28.04.2010 |
| 23  | Spanien | Unax Urdiain    | 25.04.2010 |
| 25  | Spanien | Marlin Kwekam   | 10.05.2010 |

| Name                  | Funktion                   |
| --------------------- | -------------------------- |
| Unai Andrinua         | Trainer                    |
| Carlos Renau          | Trainer                    |
| Andoni Galiano        | Trainer                    |
| Sergio Fernández      | Assistenztrainer (Torwart) |
| Iñaki Mujika          | Athletiktrainer            |
| Jon Ander Melchisidor | Psychologe                 |